# Paronomazja

Tautogram w herbie arcybiskupim

Paronomazja (gr. παρονομασία paronomasía – „lekko zmieniona nazwa”), adnominatio – figura retoryczna, fonetyczny środek stylistyczny, polegający na zestawieniu podobnie brzmiących słów (często homofonów i homonimów) celem osiągnięcia efektu stylistycznego.

## Przykłady
- może morze nie pomoże
- „moreny, mureny i morza i zorze” – Urodziny, Wisława Szymborska
- „Cykady  na Cykladach” – piosenka zespołu Maanam

## Charakterystyka
Paronomazja, jak zauważyła Joanna Grądziel-Wójcik, znajduje się u zbiegu fonostylistyki i semantyki. Paronomazja wydobywa ukryte lub zatarte związki wyrazowe, stając się źródłem ciekawych pomysłów m.in. w kalamburach i limerykach. Jest znana od starożytności.
Wszystkie rodzaje instrumentacji głoskowej w mniejszym lub większym stopniu wykazują cechy paronomazji. Najczęściej spotykanym rodzajem paronomazji jest rym, ale jest on na tyle powszechny, że w odniesieniu do niego nie stosuje się zazwyczaj terminu „paronomazja”. Silny walor paronomastyczny ma konsekwentna aliteracja, a zwłaszcza tautogram: Ego sum via et veritas et vita (Ja jestem droga i prawda i życie, Ewangelia według św. Jana (14, 6)). Odmianą paronomazji jest parecheza.
Jak zauważył Immanuel M. Casanowicz, badacz tego zjawiska w tekstach Starego Testamentu, urok i efekt paronomazji polega na połączeniu podobieństwa dźwięków z różnicą znaczeń (The charm and effect of paronomasia lie […] in the union of similarity of sound with dissimilarity of sense.). Paronomazja jest też obecna w Ewangelii według św. Jana.

## Występowanie w literaturze
Paronomazję stosował na przykład Apulejusz. Paronomazją (ang. pun) posługiwał się często William Shakespeare. Pojawia się też w poemacie Boskiej komedii Dantego Alighieri:
Ahi quanto a dir qual era è cosa dura
esta selva selvaggia e aspra e forte
che nel pensier rinova la paura!
(Dante, Divina Commedia, Inferno, Canto I, 4-6)
Paronomazja często spotykana jest w tytułach powieści: Duma i uprzedzenie (Pride and Prejudice, 1813), Rozważna i romantyczna (Sense and Sensibility, aut. obu Jane Austen, 1811).
Istnieją utwory w całości oparte na paronomazji, jak Satyra na stosunki panujące wśród katów narodowości tatarskiej Janusza Minkiewicza. Na zasadzie paronomazji bywały też zestawiane pseudonimy znanych duetów aktorskich: Flip i Flap, Pat i Pataszon.

## Opisy i analizy
Na temat paronomazji pisali między innymi Roman Jakobson, Lucylla Pszczołowska i Józef Korpanty. Szczegółowo użycie paronomazji w poezji łacińskiej omawia Katarzyna Lesiak. Paronomazją w poezji Edgara Allana Poego zajmował się Sławomir Studniarz. Z kolei na użycie tego środka w liryce Gerarda Manleya Hopkinsa zwracał uwagę jego polski tłumacz, Stanisław Barańczak. O paronomazji w poezji polskiej, czeskiej i angielskiej pisał Wiktor Jarosław Darasz, zwracając uwagę na jej zastosowanie w poezji Vladimíra Holana. Z kolei jej występowanie w awangardowej liryce rosyjskiego poety Wielimira Chlebnikowa zauważyła Monika Górska.